# Пам'ятки історії Лугинського району
У Лугинському районі Житомирської області на обліку перебуває 69 пам'яток історії.
| №п/п | Охоронний номер | Найменування пам'ятки                                                                               | Адреса                                                                      | Рік                 | Автор | № рішення про взяття на державний облік | Фото |
| ---- | --------------- | --------------------------------------------------------------------------------------------------- | --------------------------------------------------------------------------- | ------------------- | ----- | --------------------------------------- | ---- |
| 1.   | 712             | Братська могила радянських воїнів та підпільників. Поховано 29 чоловік                              | смт. Лугини , Лугинська сел. Рада, біля Будинку лісгоспзагу                 | 1966                | _     | № 442 від 29.09.1969 р.                 |      |
| 2.   | 713             | Могила Фількова В. П. — Героя Радянського Союзу та пам'ятник воїнам — землякам                      | смт. Лугини , Лугинська сел. Рада, на території середньої школи             | 1953 1987           | _     | № 442 від 29.09.1969 р.                 |      |
| 3.   | 2133            | Пам'ятник на честь 50-ти річчя Радянської влади                                                     | смт. Лугини, Лугинська сел. Рада, в центрі селища                           | 1967                | _     | № 559 від 26.12.1979 р.                 |      |
| 4.   | 2134            | Братська могила жертв фашизму. Поховано 8 чоловік                                                   | смт. Лугини, Лугинська сел. Рада, біля школи                                | 1973 1987           | _     | № 559 від 26.12.1979 р.                 |      |
| 5.   | 721             | Братська могила жертв фашизму. Кількість похованих невідома                                         | смт. Лугини, Лугинська сел. Рада, вул. Базарна, на кладовищі                | 1988                | _     | № 390 від 08.10.1992 р.                 |      |
| 6.   | 2828            | Братська могила жертв фашизму. Кількість похованих невідома                                         | смт. Лугини, Лугинська сел. Рада, на кладовищі (північно — західна околиця) | 1990                | _     | № 390 від 08.10.1992 р.                 |      |
| 7.   | 2829            | Могила Карпенка П. М. — міліціонера                                                                 | смт. Лугини, Лугинська сел. Рада, на кладовищі                              | 1964                | _     | № 390 від 08.10.1992 р.                 |      |
| 8.   | 1622            | Братська могила радянських воїнів. Поховано 3 чоловіка                                              | с. Березовий Груд , Будо-Літківська с/р, в центрі села                      | 1970 1982           | _     | № 388 від 06.09.1976 р.                 |      |
| 9.   | 700             | Братська могила радянських воїнів та жертв фашизму. Поховано 51 чоловіка                            | с. Бовсуни, Бовсунівська с/р, на кладовищі                                  | 1954 1988           | _     | № 442 від 29.09.1969 р.                 |      |
| 10.  | 2127            | Пам'ятник воїнам — односельчанам                                                                    | с. Бовсуни, Бовсунівська с/р, в центрі села                                 | 1975                | _     | № 559 від 26.12.1979 р.                 |      |
| 11.  | 701             | Братська могила радянських воїнів. Поховано 7 чоловік                                               | с. Будо-Літки , Будо-Літківська с/р                                         | 1972 1988           | _     | № 442 від 29.09.1969 р.                 |      |
| 12.  | 703             | Братська могила жертв фашизму. Кількість похованих невідома                                         | с. Великий Дивлин , Великодивлинська с/р, на кладовищі                      | 1983                | _     | № 390 від 08.10.1992 р.                 |      |
| 13.  | 704             | Могила Пікульського О. Ю. — радянського партизана                                                   | с. Великий Дивлин , Великодивлинська с/р, на кладовищі                      | 1985                | _     | № 390 від 08.10.1992 р.                 |      |
| 14.  | 706             | Могила Поповічука Д.М — зв'язківця                                                                  | с. Великий Дивлин , Великодивлинська с/р                                    | 1980                | _     | № 390 від 08.10.1992 р.                 |      |
| 15.  | 702             | Могила Байкова В. П. — підполковника                                                                | с. Вербівка , Великодивинська с/р, в центрі села                            |                     | _     | № 442 від 29.09.1969 р.                 |      |
| 16.  | 708             | Могила радянського воїна                                                                            | с. Жеревці , Жеревецька с/р, біля школи                                     | 1967                | _     | № 390 від 08.10.1992 р.                 |      |
| 17.  | 1623            | Могила червоноармійця                                                                               | с. Жеревці , Жеревецька с/р, біля відділення зв'язку                        | 1965                | _     | № 388 від 06.09.1976 р.                 |      |
| 18.  | 2502            | Пам'ятник спаленому селу                                                                            | с. Жеревці , Жеревецька с/р, в центрі села                                  | 1980                | _     | № 22 від 21.01.1983 р.                  |      |
| 19.  | 1624            | Братська могила радянських воїнів та пам'ятник воїнам — односельчанам. Кількість похованих невідома | с. Калинівка , Калинівська с/р, в центрі села                               | 1950 1987           | _     | № 388 від 06.09.1976 р.                 |      |
| 20.  | 2128            | Братська могила радянських воїнів. Кількість похованих невідома                                     | с. Кам'яна Гірка , Остапівська с/р, в полі                                  | 1958                | _     | № 559 від 26.12.1979 р.                 |      |
| 21.  | 705             | Братська могила радянських воїнів та пам'ятник воїнам — односельчанам. Поховано 3 чоловіка          | с. Красностав , Красноставська с/р                                          | 1953 1988           | _     | № 442 від 29.09.1969 р.                 |      |
| 22.  | 709             | Могила Нагорного П. Й. — секретаря підпільного Лугинського райкому КП                               | с. Кремне, Кремненська с/р, на кладовищі                                    | 1959 1983           | _     | № 442 від 29.09.1969 р.                 |      |
| 23.  | 2129            | Пам'ятник воїнам — односельчанам                                                                    | с. Кремне, Кремненська с/р, біля контори радгоспу                           | 1975 1983           | _     | № 559 від 26.12.1979 р.                 |      |
| 24.  | 719             | Могила Поканевича С. О. — підпільника                                                               | с. Кремне, Кремненська с/р, на кладовищі                                    | 1983                | _     | № 390 від 08.10.1992 р.                 |      |
| 25.  | 710             | Братська могила радянських воїнів. Поховано 2 чоловіка                                              | с. Леонівка , Кремненська с/р, на кладовищі                                 | 1958                | _     | № 442 від 29.09.1969 р.                 |      |
| 26.  | 711             | Могила Глотова А. І. — підпільника                                                                  | с. Липники , Липниківська с/р, на кладовищі                                 | 1988                | _     | № 390 від 08.10.1992 р.                 |      |
| 27.  | 2130            | Пам'ятник на місці розстрілу жертв фашизму                                                          | с. Липники , Липниківська с/р, при в'їзді в село                            | 1960 1984           | _     | № 559 від 29.09.1979 р.                 |      |
| 28.  | 2131            | Пам'ятник воїнам — односельчанам                                                                    | с. Липники , Липниківська с/р, біля Будинку культури                        | 1970                | _     | № 559 від 26.12.1979 р.                 |      |
| 29.  | 2132            | Братська могила жертв фашизму. Поховано 15 чоловік                                                  | с. Літки , Літківська с/р                                                   | 1960                | _     | № 559 від 26.12.1979 р.                 |      |
| 30.  | 1625            | Братська могила радянських воїнів. Поховано 5 чоловік                                               | с. Літки , Літківська с/р, біля школи                                       | 1954                | _     | № 388 від 06.09.1976 р.                 |      |
| 31.  | 2503            | Будинок, де проводились наради підпільної організації на чолі з Яковенко І. В.                      | с. Лугинки, Лугинська селищна Рада, в центрі села                           | Початок 20 ст. 1980 | _     | № 22 від 21.01.1983 р.                  |      |
| 32.  | 2830            | Братська могила радянських воїнів. Кількість похованих невідома                                     | с. Малахівка , Липниківська с/р, в центрі села                              | 1965                | _     | № 390 від 08.10.1992 р.                 |      |
| 33.  | 2135            | Могила Жміра В. В. — радянського партизана                                                          | с. Малий Дивлин , Великодивлинська с/р, на кладовищі                        | 1985                | _     | № 559 від 26.12.1979 р.                 |      |
| 34.  | 2136            | Могила Дятла С. Я. — радянського воїна                                                              | с. Малий Дивлин , Великодивлинська с/р, на кладовищі                        | 1983                | -     | № 559 від 26.12.1979 р.                 |      |
| 35.  | 2831            | Братська могила радянських партизан. Кількість похованих невідома                                   | с. Осни , Липниківська с/р, на кладовищі                                    | 1965                | _     | № 390 від 08.10.1992 р.                 |      |
| 36.  | 2832            | Могила КовальоваГ. — радянського партизана                                                          | с. Осни , Липниківська с/р, на кладовищі                                    | 1989                | _     | № 390 від 08.10.1992 р.                 |      |
| 37.  | 2833            | Могила Задорожнього А. Є. — радянського воїна                                                       | с. Остапи , Остапівська с/р, на кладовищі                                   | 1975                | _     | № 390 від 08.10.1992 р.                 |      |
| 38.  | 714             | Братська могила радянських воїнів. Поховано 7 чоловік                                               | с. Остапи , Остапівська с/р, в центрі села                                  | 1958                | _     | № 442 від 29.09.1969 р.                 |      |
| 39.  | 2137            | Група (2) могил партизан. Поховано 2 чоловіка                                                       | с. Повч , Повчанська с/р, на кладовищі                                      | 1965                | _     | № 559 від 26.12.1979 р.                 |      |
| 40.  | 2834            | Могила Ярошівця С. П. — радянського підпільника                                                     | с. Путиловичі , Путиловецька с/р, на кладовищі                              | 1981                | _     | № 390 від 08.10.1992 р.                 |      |
| 41.  | 707             | Братська могила радянських воїнів. Поховано 265 чоловік                                             | с. Путиловичі , Путиловецька с/р, на станції Кремно                         | 1958                | _     | № 442 від 29.09.1969 р.                 |      |
| 42.  | 715             | Братська могила радянських партизанів. Поховано 2 чоловіка                                          | с. Путиловичі, Путиловецька с/р, на кладовищі                               | 1958                | _     | № 442 від 29.09.1969 р.                 |      |
| 43.  | 2615            | Місце, де загинув Фільков В. П. — Герой Радянського Союзу                                           | с. Путиловичі , Путиловецька с/р, поблизу станції Кремно                    | 1983                | _     | № 52 від 04.02.1985 р.                  |      |
| 44.  | 2138            | Братська могила радянських воїнів. Поховано 4 чоловіка                                              | с. Радогоща , Будо — Літківська с/р, біля Будинку культури                  | 1970 1980           | _     | № 559 від 26.12.1979 р.                 |      |
| 45.  | 2139            | Могила Зойналова З. І. — радянського воїна                                                          | с. Рудня-Жеревці , Жеревецька с/р, східна околиця села                      | 1970                | _     | № 559 від 26.12.1979 р.                 |      |
| 46.  | 2504            | Будинок, де проводились наради підпільної організації на чолі з Давидюком О. О.                     | с. Рудня-Жеревці , Жеревецька с/р, в центрі села                            | 1933 1980           | _     | № 22 від 21.01.1983 р.                  |      |
| 47.  | 2140            | Могила Пікульського І. — радянського партизана                                                      | с. Рудня-Повчанська , Повчанська с/р, на кладовищі                          | 1968                | _     | № 559 від 26.12.1979 р.                 |      |
| 48.  | 2835            | Братська могила жертв фашизму. Кількість похованих невідома                                         | с. Рудня — Повчанська , Повчанська с/р, на кладовищі                        | 1983                | _     | № 390 від 08.10.1992 р.                 |      |
| 49.  | 717             | Братська могила радянських воїнів. Поховано 10 чоловік                                              | с. Солов’ ї , Бовсунівська с/р, біля клубу                                  | 1958                | _     | № 442 від 29.09.1969 р.                 |      |
| 50.  | 718             | Могила радянського воїна                                                                            | с. Солов’ ї , Бовсунівська с/р, на полігоні                                 | 1958                | _     | № 442 від 29.09.1969 р.                 |      |
| 51.  | 2143            | Пам'ятник Кудакову Г. І. — радянському партизану                                                    | с. Солов’ ї , Бовсунівська с/р, на кладовищі                                | 1968                | _     | № 559 від 26.12.1979 р.                 |      |
| 52.  | 2141            | Братська могила радянських воїнів. Поховано 2 чоловіка                                              | с. Старі Новаки , Степанівська с/р, на кладовищі                            | 1975                | _     | № 559 від 26.12.1979 р.                 |      |
| 53.  | 2142            | Братська могила радянських льотчиків. Поховано 3 чоловіка                                           | с. Старі Новаки , Степанівська с/р, на кладовищі                            | 1975                | _     | № 559 від 26.12.1979 р.                 |      |
| 54.  | 2146            | Братська могила жертв фашизму. Поховано 3 чоловіка                                                  | с. Старі Новаки , Степанівська с/р, в центрі села                           | 1970                | _     | № 559 від 26.12.1979 р.                 |      |
| 55.  | 2145            | Братська могила жертв фашизму. Поховано 3 чоловіка                                                  | с. Степанівка , Степанівська с/р, на кладовищі                              | 1972 1987           | _     | № 559 від 26.12.1979 р.                 |      |
| 56.  | 2144            | Могила Тупоти С. К. — радянського партизана                                                         | с. Степанівка , Степанівська с/р, на кладовищі                              | 1972 1987           | _     | № 559 від 26.12.1979 р.                 |      |
| 57.  | 2838            | Могила Голені Н. В. — радянського партизана                                                         | с. Степанівка , Степанівська с/р, на кладовищі                              | 1986                | _     | № 390 від 08.10.1992 р.                 |      |
| 58.  | 2839            | Братська могила жертв фашизму. Кількість похованих невідома                                         | с. Степанівка , Степанівська с/р, на кладовищі                              | 1972                | _     | № 390 від 08.10.1992 р.                 |      |
| 59.  | 716             | Могила Чумеля М. М. — радянського партизана                                                         | с. Старосілля , Старосільська с/р, на кладовищі                             | 1988                | _     | № 390 від 08.10.1992 р.                 |      |
| 60.  | 2836            | Могила Колесника В. Д.- радянського партизана                                                       | с. Старосілля , Старосільська с/р, на кладовищі                             | 1986                | _     | № 390 від 08.10.1992 р.                 |      |
| 61.  | 2837            | Могила Єфремова П. О. — голови сільради                                                             | с. Старосілля , Старосільська с/р, на кладовищі                             | 1988                | _     | № 390 від 08.10.1992 р.                 |      |
| 62.  | 2147            | Могила Пивоварова О. Н. — радянського партизана                                                     | с. Топільня , Топільнянська с/р, в центрі села                              | 1954                | _     | № 559 від 26.12.1979 р.                 |      |
| 63.  | 2148            | Могила радянського партизана                                                                        | с. Чапаєвка , Топільнянська с/р, при в'їзді в село                          | 1953 1986           | _     | № 559 від 26.12.1979 р.                 |      |
| 64.  | 2149            | Братська могила сім'ї Левківських. Поховано 5 чоловік                                               | с. Чапаївка , Топільнянська с/р, в центрі села                              | 1953                | _     | № 559 від 26.12.1979 р.                 |      |
| 65.  | 2150            | Могила радянського воїна                                                                            | с. Червона Волока , Червоноволоцька с/р, на кладовищі                       | 1975                | _     | № 559 від 26.12.1979 р.                 |      |
| 66.  | 2151            | Могила Бичкова А. Г. — радянського льотчика                                                         | с. Червона Волока , Червоноволоцька с/р, на кладовищі                       | 1975                | _     | № 559 від 26.12.1979 р.                 |      |
| 67.  | 2152            | Могила радянського партизана .                                                                      | с. Червона Волока , Червоноволоцька с/р, на кладовищі                       | 1975                | _     | № 559 від 26.12.1979 р.                 |      |
| 68.  | 720             | Могила Белотицького П. В. — радянського партизана                                                   | с. Червона Волока , Червоноволоцька с/р, на кладовищі                       | 1975                | _     | № 442 від 29.09.1969 р.                 |      |
| 69.  | 2505            | Пам'ятник воїнам — односельчанам                                                                    | с. Червона Волока, Червоноволоцька с/р, в центрі                            | 1980                | _     | № 22 від 21.01.1983 р.                  |      |
|      |                 | |                                                                             |                     |       |                                         |      |